# Trapstila
Trapstila ou Traustila (m. 488) foi um rei gépida de Sirmio ativo durante o século V. Era pai do futuro rei Traserico e tio materno do general Mundo. Ele é citado em 488, quando tentou resistir o avanço para oeste das tropas ostrogóticas de Teodorico, o Grande (r. 474–526), vindo a ser derrotado e morto na batalha do Ulca. Foi sucedido em data desconhecida por Traserico.